# Liste der Kulturdenkmale in Iggingen
In der Liste der Kulturdenkmale in Iggingen sind Bau- und Kunstdenkmale der Gemeinde Iggingen verzeichnet, die im „Verzeichnis der unbeweglichen Bau- und Kunstdenkmale und der zu prüfenden Objekte“ des Landesamts für Denkmalpflege Baden-Württemberg verzeichnet sind. Dieses Verzeichnis ist nicht öffentlich und kann nur bei „berechtigtem Interesse“ eingesehen werden. Die folgende Liste ist daher nicht vollständig und beruht auf anderweitig veröffentlichten Angaben.

## Liste

### Iggingen
| Bild | Bezeichnung                                         | Lage                                                | Datierung                                | Beschreibung | ID |
| ---- | --------------------------------------------------- | --------------------------------------------------- | ---------------------------------------- | --- | -- |
|      | Backhaus                                            | Iggingen, Gartenstraße 11 (Karte)                   | 19. Jahrhundert                          | Geschützt nach § 2 DSchG | BW |
|      | Schulhaus mit Lehrerwohnhaus                        | Iggingen, Gmünder Straße 18 (Karte)                 | 1908                                     | Geschützt nach § 2 DSchG | BW |
|      | Atelierhalle mit Wohnung                            | Iggingen, Gmünder Straße 28 (Karte)                 | 1920er Jahre                             | Geschützt nach § 2 DSchG | BW |
|      | Ehemaliges („Schuldheiß-“) und Gasthaus             | Iggingen, Hauptstraße 4 (Karte)                     | 1683                                     | Geschützt nach § 2 DSchG | BW |
|      | Fachwerkscheune Hauptstraße 12                      | Iggingen, Hauptstraße 12 (Karte)                    | um 1850                                  | Erhaltenswertes Gebäude | BW |
|      | Quereinhaus Hauptstraße 14                          | Iggingen, Hauptstraße 14 (Karte)                    | 1857                                     | Geschützt nach § 2 DSchG | BW |
|      | Ehemaliges Rathaus                                  | Iggingen, Hauptstraße 15 (Karte)                    | 1851                                     | Erhaltenswertes Gebäude | BW |
|      | Ehemaliges „Molkehäusle“ der Molkereigenossenschaft | Iggingen, Hauptstraße 18 (Karte)                    | nach 1900                                | Erhaltenswertes Gebäude | BW |
|      | Ehemaliges Taglöhnerhaus In den Höfen 3             | Iggingen, In den Höfen 3 (Karte)                    | 1859                                     | Geschützt nach § 2 DSchG | BW |
|      | Katholische Pfarrkirche St. Martin                  | Iggingen, Kirchgasse 2 (Karte)                      | 1856/59                                  | Kirche mit Ausstattung und Einfriedung als Sachgesamtheit Geschützt nach § 2 DSchG                                                         |    |
|      | Wohnhaus Kirchgasse 5                               | Iggingen, Kirchgasse 5 (Karte)                      | 19. Jahrhundert                          | Erhaltenswertes Gebäude | BW |
|      | Katholische Pfarrhof                                | Iggingen, Marktplatz 3, 5 (Karte)                   | 17. Jahrhundert                          | Katholische Pfarrhof aus Pfarrhaus und Pfarrscheune als Sachgesamtheit Geschützt nach § 2 DSchG                                            | BW |
|      | Ehemaliges Taglöhnerhaus Pfalzgasse 7               | Iggingen, Pfalzgasse 7 (Karte)                      | 19. Jahrhundert                          | Erhaltenswertes Gebäude | BW |
|      | Gehöft Pfalzgasse 18                                | Iggingen, Pfalzgasse 18 (Karte)                     | 18. Jahrhundert / frühes 19. Jahrhundert | Gehöft aus Mittelscheunenhaus, Fachwerkscheune mit Mansardgiebeldach und Backhaus als Sachgesamtheit Geschützt nach § 2 DSchG              | BW |
|      | Gehöft Schönhardter Straße 4                        | Iggingen, Schönhardter Straße 4 (Karte)             | 18. oder frühes 19. Jahrhundert          | Gehöft, bestehend aus traufständigem Quereinhaus und kleinem Ökonomiegebäude, erhaltenswerte Gebäude                                       | BW |
|      | Ehemaliges Schulhaus                                | Iggingen, Schönhardter Straße 6 (Karte)             | 19. Jahrhundert                          | Ehemaliges Schulhaus (1810 bis 1910), heute Rathaus, erhaltenswerte Gebäude                                                                | BW |
|      | Ehemaliges Amtshaus                                 | Iggingen, Schönhardter Straße 25 und 27 (Karte)     | 16./ 17. Jahrhundert                     | Gehöft aus Mittelscheunenhaus, Fachwerkscheune mit Mansardgiebeldach und Backhaus als Sachgesamtheit Geschützt nach § 2 DSchG              | BW |
|      | Schönhardter Straße 31                              | Iggingen, QuereinhausSchönhardter Straße 31 (Karte) | 1864                                     | Gestelztes traufständiges Fachwerkquereinhaus Geschützt nach § 2 DSchG                                                                     | BW |
|      | Backhaus an Wohnhaus Untere Gasse 1                 | Iggingen, Untere Gasse 1 (Karte)                    | 19. Jahrhundert                          | Geschützt nach § 2 DSchG | BW |
|      | Hofkapelle                                          | Iggingen, Untere Gasse 2 (Karte)                    | 1777                                     | Geschützt nach § 2 DSchG | BW |
|      | Friedhofskreuz, Kriegerdenkmal                      | Iggingen, Zimmerner Weg, Friedhof (Karte)           | 1906                                     | Friedhofskreuz, Gusseisen, bez. 1906; Kriegerdenkmal für die im Ersten Weltkrieg Gefallenen mit Pietà, um 1920/25 Geschützt nach § 2 DSchG | BW |

### Außerhalb des Ortskerns Iggingen
| Bild | Bezeichnung                    | Lage                   | Datierung      | Beschreibung | ID |
| ---- | ------------------------------ | ---------------------- | -------------- | --- | -- |
|      | Keltische Viereckschanze Lauch | Schönhardt, Flur Lauch | 2. Jahrhundert | Südlich des Leintals auf der Höhe gelegene keltische Viereckschanze des 3./2. Jhs. v. Chr. Geschützt nach § 2 DSchG |    |